# Billy Williams (baseballista)
Billy Leo Williams (ur. 15 czerwca 1938) – amerykański baseballista, który występował na pozycji lewozapolowego.
Przed rozpoczęciem sezonu 1956 podpisał kontrakt z Chicago Cubs i początkowo grał w klubach farmerskich tego zespołu, między innymi w Fort Worth Cats. W MLB zadebiutował 6 sierpnia 1959 w meczu przeciwko Philadelphia Phillies, w którym zaliczył RBI. W 1960 grał głównie w Houston Buffs z Class AAA, a swój pierwszy pełny sezon w MLB zaliczył w sezonie następnym, w którym wybrany został najlepszym debiutantem w National League. Rok później po raz pierwszy wystąpił w Meczu Gwiazd.
W 1970 zaliczył najwięcej uderzeń (205) i zdobył najwięcej runów w MLB (137), a w głosowaniu do nagrody MVP National League zajął 2. miejsce za Johnnym Benchem z Cincinnati Reds. W sezonie 1972 uzyskał najlepszą średnią w MLB (0,333) i ponownie w głosowaniu na najbardziej wartościowego zawodnika uplasował się na 2. pozycji za Johnnym Benchem. W październiku 1974 w ramach wymiany zawodników przeszedł do Oakland Athletics, w którym zakończył zawodniczą karierę dwa lata później.
W 1987 został uhonorowany członkostwem w Baseball Hall of Fame. W tym samym roku numer 26, z którym występował, został zastrzeżony przez klub Chicago Cubs.
| Nagroda/wyróżnienie         | Lata                                | Źródło |
| 6× All-Star                 | 1962², 1964, 1965, 1968, 1972, 1973 | [ 1 ]  |
| NL Rookie of the Year Award | 1961                                | [ 1 ]  |
| Baseball Hall of Fame       | od 1987                             | [ 5 ]  |
| # 26 zastrzeżony przez Cubs | 1987                                | [ 6 ]  |